# Ohel rodziny Templerów w Brzesku
Ohel rodziny Templerów w Brzesku – został zbudowany staraniem Waksmana i nowojorskiej rodziny Eisenów i znajduje się na nowym cmentarzu żydowskim przy ulicy Czarnowiejskiej. Kryje szczątki Efraima Templera (zm. 1938) prowadzącego dom modlitwy przy ulicy Krótkiej, jego ojca Barucha syna Pinchasa, stryja Abrahama Eliezera syna Pinchasa (miejscowego szamesa) i dziadka Pinchasa Templera.